# Municipio de Ashkum
El municipio de Ashkum (en inglés: Ashkum Township) es un municipio ubicado en el condado de Iroquois en el estado estadounidense de Illinois. En el año 2010 tenía una población de 1542 habitantes y una densidad poblacional de 9,53 personas por km².

## Geografía
El municipio de Ashkum se encuentra ubicado en las coordenadas 40°53′31″N 87°58′25″O / 40.89194, -87.97361. Según la Oficina del Censo de los Estados Unidos, el municipio tiene una superficie total de 161.79 km², de la cual 161,52 km² corresponden a tierra firme y (0,16 %) 0,26 km² es agua.

## Demografía
Según el censo de 2010, había 1542 personas residiendo en el municipio de Ashkum. La densidad de población era de 9,53 hab./km². De los 1542 habitantes, el municipio de Ashkum estaba compuesto por el 97,54 % blancos, el 0,65 % eran afroamericanos, el 0,06 % eran asiáticos, el 1,23 % eran de otras razas y el 0,52 % eran de una mezcla de razas. Del total de la población el 2,14 % eran hispanos o latinos de cualquier raza.